# コラス・ザ・パーサー
コラス・ ザ・パーサー（Korath the Pursuer）は、マーベル・コミックが出版するアメリカン・コミックスに登場するキャラクター・遺伝学者である。

## 発行履歴
コラスはマーク・グルーン・ウォルドとグレッグ・カプロによって創造され、1992年3月の『クエーサー』第32号に、“パーサー・プロジェクト”を率いて初登場した。
彼は『オペレーション・ギャラクティック・ストーム』のストーリーでは、“スターフォース”のメンバーで、自らの実験でターゲットの脳波を追跡する能力を含む超能力を得た。後に『アナイアレーション』においてロナン・ジ・アキューザーと再会した。

## キャラクター経歴
コラス・タックはクリー帝国のエージェント兼サイバー遺伝学者であり、 スプリーム・インテリジェンスの特別工作員も務めていた。
ある日、遠く離れた宇宙の目標地点に飛ばしたエネルギー（“結晶化ホログラム・テンプレート”）を実体化させてクリーの工作員として活動させる“パーサー計画”のリーダーに任命され、クリーと“インヒューマンズ”が敵対関係になると、パーサー計画を実戦で試そうと考えていたクリーの評議会からの命令を受けたコラスは、地球のニューヨークへエネルギー体を飛ばした。地球に到着したエネルギー体はパーサーへ実体化し、インヒューマンズの王族たちやブラッカガー・ボルタゴン/ブラックボルトまでも次々と倒していったが、ファルゾンが殺虫剤をかけただけでパーサーは気絶したという結末となったことを受け、同時に“クリー/シャイアー戦争”が勃発したことも手伝い、パーサー計画が打ち切りとなって、コラスは結果を出せなかったと見なされ左遷されてしまった。
しかし計画の完成を諦めていなかったコラスは、たった一人で研究を進め、超人的な力を得るために完成させたマシンを使って、結晶化ホログラム・テンプレートを自身の身体に適用。実験は成功し、彼はコラス・ザ・パーサーへと超人化した。
その後スプリーム・インテリジェンスの要請を受けて“スターフォース”に加入し、惑星“ハラ”においてスティーブ・ロジャース/キャプテン・アメリカ率いる“アベンジャーズ”と戦闘して勝利したが、アエル＝ダンとダー・ベンによるスターフォースの捕縛と、デスバードの攻撃でアエルとダーが抹殺される事態に直面した。だがスプリーム・インテリジェンスにこれを“シャイア帝国”のリラリンドラが仕組んだものであると騙されたスターフォースはシャイア帝国に向かい、アベンジャーズ及び彼らと協力したシャイアのインペリアル・ガードと交戦。コラスはスカーレット・ウィッチとアストラに挑むが敗北。コラスは、シャイアの支配下でクリーの再建を助けるために、ハラに戻った。
その後コラスは、スターフォースとデスバードと共に、シャイア空域を侵害したクエーサー、キスメット、及びマッカリへの攻撃や、ゲイラン・コーやタンタラスとの戦闘などさまざまな任務に就いたが、立場が危うくなったことから亡命を余儀なくされ、タナ・ナイルを求めて辺境の惑星“ゴッドサブ・オメガ”に定住。惑星を狙い攻撃をしてきたガモーラに対し、コラスは応戦するも敗色濃厚の気配が漂った際にはロナン・ジ・アキューザーと再会した。そこでコラスは、“アナイアレーション・ウェーブ”が惑星に迫っていたことからガモーラとの戦いを中断し、他の入植者を連れてロナンの船で惑星を脱出した。
やがてコラスは、科学者のハイ・エボリューショナリー捜索の任務にあたるが、ウルトロン率いる“ファランクス”に捕縛されて洗脳を受けると、彼らの一員に加えられてしまう。そしてクエーサー、ムーンドラゴン、アダム・ウォーロックの捕獲の命令を受けて彼らと戦うが失敗。ウルトロンによって殺されてしまった。

## 能力・スキル・武装
エイリアン種族であるクリー人のコラスは、特別な呼吸装置や血清なしでは地球の大気中で呼吸することができないが、超人的な強さ、スタミナ、耐久性を持ち、ターゲットの脳波や物体の遺伝子やエネルギーを感知・特定して追跡する能力を持っている。サイバー遺伝子工学の専門知識と技能を有し、経験が浅いもののクリーの武術の訓練を受けた非武装の有能な戦闘員でもある。
コラスが着用している装甲戦闘服とヘルメットは、未知のエイリアンの素材でできており、ブーツの中の電動タービンによって飛行することが可能。また長さ1.5フィートの“ベータ・バトン”2本は、電力調整により接触させた電子機器の機能を混乱させたり、先端からエネルギーブラストを放つほか、打撃でエターナルズのような強力な相手をも麻痺・気絶させることができる。コラス・タックはクリー帝国のエージェント兼サイバー遺伝学者であり、 スプリーム・インテリジェンスの特別工作員も務めていた。

## MCU版
『マーベル・シネマティック・ユニバース』（MCU）ではジャイモン・フンスーが演じる。日本語吹替は乃村健次が担当。

### キャラクター像
“クリー”の諜報員。1995年時には“スターフォース”の副官だったが、現代では実験的な兵器計画に志願して遺伝子改変とサイバネティックス強化を受け、ガモーラやネビュラと共に訓練・バイオアップグレードを施されたことで、ロナン・ジ・アキューザーの部下であるハンターになった。
無愛想でジョークが通じず、クリーの掟をそのまま体現するような規則一辺倒の男であり、副官時代には従容自若としていることが多かったが、現代では話し相手のふざけた態度を前にするとすぐに憤慨したり、部下に対してムキになりながら武器の設置を急かすなど、極めて頭に血が昇りやすい性分となった。

### 『ホワット・イフ...?』版
正史の宇宙（“アース616”）とは別の宇宙である“アース21818”におけるコラス。ロナンの部下であるにもかかわらず、大ファンであるティ・チャラ/スター・ロードを前にして歓喜し、彼の下に寝返ろうと発言する軽薄な一面や、“ラヴェジャーズ”に加入すると、ティ・チャラを「親友」と幾度となく称したほか、出会ったサノスを“キャプテン・ジェノサイド”と呼んだり、うずわった声を上げることが多いなど、正史におけるコラスとは大きく異なる性格をしたひょうきん者である。

### スキル
射撃戦から近接戦までをそつなくこなし、ピーター・クイル/スター・ロードを苦戦させ、ドラックスとも互角以上の肉弾戦を繰り広げるほどの戦闘能力を持つ。

### 武装
装甲
特別デザインのクリーの戦闘服。
N20-75 ディスラプター・ライフル（N20-75 Disrupter Rifle）
愛用する銃火器。結晶パワーセル弾倉やクリー人の体温に合わせて設定されるトリガーロックを搭載しており、一発で分子を切り裂くクアンタムエネルギーボルトを放つ。
スターフォースのユニフォーム
スターフォースに所属していた頃の戦闘服。
エナジー・ソード（Kree Energy Swords）
スターフォースに所属していた頃のコラスが背中に背負って携行し、愛用する双剣。キャロルとの戦闘では、一振り折られる。

### 描写
『ガーディアンズ・オブ・ギャラクシー』
本作でMCU初登場。
冒頭でオーブ発掘のために数名の手下を連れて“モラグ”に赴き、寺院で先に“オーブ”を手にしたクイルと遭遇し、オーブを取り上げて連行しようとしたが、クイルに不意打ちされてオーブを持ち去られてしまった。“ダーク・アスター”に帰投し、そのことをロナンに報告してからは暫く出番が無く、クライマックスの戦闘では、ダーク・アスターに侵入した“ガーディアンズ・オブ・ギャラクシー”を迎え撃つものの、ドラックスとの肉弾戦の末に頭部を破られて死亡する。
『キャプテン・マーベル』
本作ではスターフォース副官時代の彼が描写され、“スクラル人”に擬態されて睨まれたことがあるとも明言している。“トルファ”ではスクラル人と、マー・ベルのラボではキャロルとそれぞれ激闘を繰り広げた。
『ホワット・イフ...?』シーズン1第2話
本作ではアース21818のコラスが登場する。
地球暦2008年、正史のコラスと同様に、オーブ回収のためにモラグに赴き、遭遇したティ・チャラとオーブの取り合いで彼に「スター卿（ロード）」と敬意を表しながら殴り合って倒されるも、「役にたつかもしれない」と考えたティ・チャラによって、ラヴェジャーズに連れ込まれる形で加入した。
“コントラクシア”に赴き、アイアン・ロータスではティ・チャラにこれまでの活躍などの話題で質問攻めにしたり、タニリーア・ティヴァン/コレクターから“エンバーズ・オブ・ジェネシス”を盗むためのミーティングでも、彼の作戦を賞賛したほか、“ノーウェア”では、作戦に従ってサノスやクラグリン・オブフォンテリ、テイザーフェイスと乱闘騒ぎを起こす囮役を務めてプロキシマ・ミッドナイトに投獄された。それからも、遅れて投獄されたティ・チャラに大脱出の秘技を期待したほか、ヨンドゥと揉めた彼が「（ラヴェジャーズは）家族じゃない」と発言して傷ついたと落胆する様子も見せたり、裏切ったふりをしていたネビュラの手並みも賞賛し、ノーウェアからの脱出後にティ・チャラの望みで、地球のワカンダを訪問すると、会食で「言ってみりゃティ・チャラと俺は親友だ」とシュリに見栄を張って話すなど、調子の良い振る舞いに終始する。

## その他のメディア

### テレビアニメ
『 ガーディアンズ・オブ・ギャラクシー』のエピソード『Backstabbers』と『Road to Knowhere』にMCU版のコラスが登場。デイブ・フェノイが声をあてた。

### ゲーム
- 1995年の『アベンジャーズ・イン・ギャラクティックストーム』では、プレイヤーキャラとして登場した[18]。
- 『MARVEL アベンジャーズ・アライアンス2』にも登場している[19]。